# گذار جنسیت
گذار جنسیت (به انگلیسی: Gender transitioning) فرآیند هم‌سو‌کردن بیان جنسیت یا ویژگی‌های جنسی فرد با هویت جنسیتی است. روش‌های مختلفی برای انجام این فرآیند وجود دارد. ممکن است فرد نام، ضمایر یا پوشش خود را تغییر دهد(گذار اجتماعی) یا تغییراتی در بدن از طریق دریافت هورمون و جراحی‌های مختلف ایجاد کند(گذار پزشکی). فرد تراجنسیتی ممکن است همه، چند یا یکی از روش های گذار جنسیت را انجام دهند یا تمایلی به انجام هیچ یک نداشته باشند.
گذار جنسیت با تصمیم فرد به ایجاد تغییر آغاز می شود، وقتی فرد احساس می‌کند هویت جنسیتی اش با جنسیت انتسابی زمان تولدش مطابقت ندارد. عمومی‌ترین مرحله گذار برای هر تراجنسیتی آشکارسازی است. طی کردن مراحل تغییر یک اتفاق لحظه‌ای و خاص نیست و ممکن است ماه‌ها یا سال‌ها وقت لازم داشته باشد. گذار جنسیت در بعضی افراد تراجنسیتی مثل افراد با جنسیت‌ سیال ممکن است در تمام عمر ادامه داشته باشد.

## واژه‌شناسی
گذار جنسیت معمولاً با جراحی تطبیق و بازتایید جنسیت اشتباه می‌شود، جراحی تطبیق جنسیت تنها یکی از مراحل گذار جنسیت است. بسیاری از افراد تراجنسیتی و افراد با جنسیت غیردودویی ممکن است تمایلی به جراحی تطبیق و بازتایید جنسیت نداشته باشند.
گذار اجتماعی شامل جنبه های اجتماعی، حقوقی و پوشش فرد بدون توجه به مداخلات پزشکی است. ممکن است فرد درحال گذار اجتماعی از دیگران بخواهند که با نام مورد نظر خود خطاب شود یا در صورت وجود روش‌های قانونی به دنبال تغییرات در مدارک شناسایی خود باشد.
گذار پزشکی مربوط به نیازهای پزشکی افراد تراجنسیتی برای تغییر است. این تغییرات ممکن است شامل تغییرات در اندام جنسی و غیرجنسی، صورت و هورمون‌های جنسی فرد باشد.

## جنبه‌های مختلف گذار
گذار جنسیت یک فرآیند پیچیده است که بر جنبه‌های گوناگون زندگی یک فرد مانند ظاهر، نقش‌ اجتماعی، وضعیت حقوقی و ویژگی‌های زیستی تاثیر می‌گذارد. افراد روش تغییر را بر اساس هویت جنسیتی، تصویر بدنی، شخصیت، توان مالی و گاه نگرش دیگران انتخاب می‌کنند. گذار جنسیت بین فرهنگ‌ها و جوامع با توجه به تفاوت دیدگاه افراد در مورد جنسیت متفاوت است.

### جنبه‌های اجتماعی، روانشناختی و زیبایی‌شناسی
روند اجتماعی گذار جنسیت با آشکارسازی آغاز می‌شود. آشکارسازی یعنی معرفی خود در خانواده، جمع دوستان یا محل کار بعنوان یک فرد تراجنسیتی‌. شخص تراجنسیتی‌ شاید نام جدیدی متناسب با هویت جنسیتی خود انتخاب کند و از دیگران بخواهد با عناوینی دیگر مورد اشاره و خطاب قرار گیرند. برای نمونه ممکن است یک مرد ترنس ترجیح دهد مرد شناخته شود و یک فرد غیردودویی ممکن است هیچ‌کدام از نشانگرهای مرد یا زن را نپذیرد. در مراحل گذار جنسیت روابط شخصی اغلب متناسب با هویت جنسیتی فرد شکل متفاوتی به خود می‌گیرد، آنچه روزی رابطه با جنس مخالف بود اکنون رابطه با همجنس نام می‌گیرد و بالعکس. نقش های جنسیتی و انتظارات اجتماعی اغلب با گذار جنسیت تغییر‌ می‌کنند.
ظاهر و زیبایی‌ یکی از موارد رایج در گذار جنسیت است. افراد در حال گذار اغلب نوع لباس و پوشش خود را تغییر می‌دهند، مدل موهایشان را عوض می‌کنند و تکنیک های جدید آرایش را برای تغییر ظاهر خود به‌کار می‌برند.
تغییر برداشت فرد از جنسیت، پس از گذار جنسیت، ممکن است بر اعتقادات مذهبی، فلسفی یا سیاسی نیز تأثیر بگذارد.

### جنبه های حقوقی
افراد تراجنسیتی در بسیاری از نقاط جهان می‌توانند به طور قانونی نام خود را به نامی سازگار با هویت جنسیتی خود تغییر دهند، برخی مناطق همچنین می‌گذارند هویت جنسیتی قانونی شخص در مدارکی مانند گواهینامه رانندگی، شناسنامه و گذرنامه نیز تغییر کند. با وجود اینکه در برخی از کشور‌ها تغییرات در مدارک شناسایی نیازمند جراحی تطبیق و بازتایید جنسیت است، بیشتر کشورهای غربی روند تغییر در مدارک شناسایی افراد تراجنسیتی را بدون هیچ پیش‌شرط پزشکی، قانونی می‌دانند. همچنین نشانگر X در اسناد حقوقی برخی کشورها برای  افراد غیردودویی به‌کار می‌رود. الزامات قانونی برای تغییرات حقوقی در نقاط مختلف دنیا، متفاوت است.